# Дија (митологија)
Дија (грч. Δία) је у грчкој митологији било име више личности.

## Митологија
1. Кћерка Дејонеја или Ејонеја, Иксионова супруга. Са Иксионом или Зевсом је добила сина Пиритоја, који је добио име по томе што се Зевс, да би је завео, преобразио у коња и галопирао око ње.[1] Према неким изворима, са Иксионом је имала и кћерку Фисадију.[2]
2. Друго име за Хебу или Ганимеда, који су имали храмове под овим именом у Флијунту и Сикиону.[1]
3. Супруга Финеја, Агеноровог сина, мада се код разних аутора њено име разликује.[3]